# Unteroffizier
Unteroffizier (letteralmente sottufficiale) è un grado militare della Bundeswehr in uso nell'Esercito e nell'Aeronautica militare tedesca, mentre il corrispondente grado nella Deutsche Marine è Maat. Il grado corrispondente nelle forze armate italiane è sergente. Unteroffizier nelle Forze armate tedesche è un termine utilizzato anche per indicare collettivamente la categoria dei sottufficiali.

## Germania

### Bundeswehr
Unteroffizier è sia grado militare, sia un termine usato per indicare collettivamente la categoria sottufficiali tedeschi fin dal XVII secolo.
Esistono due tipi di Unteroffizier:
- Unteroffiziere ohne Portepee, che comprendono:
  - Unteroffizier e Fahnenjunker,
  - Stabsunteroffizier;
- Unteroffiziere mit Portepee compresi:
  - Feldwebel e Fähnrich,
  - Oberfeldwebel (Oberbootsmann),
  - Hauptfeldwebel e Oberfähnrich,
  - Stabsfeldwebel,
  - Oberstabsfeldwebel.

Informalmente, i sottufficiali "con Portepee" (sottufficiale con sciabola annodata) sono spesso chiamati  "Feldwebel" creando confusione poiché esiste già il termine collettivo di Unteroffizier. Il termine Unteroffizier assume quindi un terzo significato: sottufficiale "senza Portepee" (sottufficiale senza sciabola annodata) in contrapposizione a quello di Feldwebel e corrisponde al Ruolo sergenti forze armate italiane.
Unteroffizier si traduce letteralmente in "sottufficiale" e, se usato per lo specifico grado, è considerato l'equivalente del sergente delle forze armate italiane in base ai codici NATO dei gradi del personale militare. Storicamente, l'Unteroffizier era considerato un caporale e aveva responsabilità simili a quelle dell'esercito britannico. In tempo di pace, un Unteroffizier era un soldato in carriera che addestrava i coscritti o guidava un gruppo o un plotone di combattimento e poteva aspirare nella gerarchia di diventare Unteroffizier mit Portepee (vale a dire un Feldwebel), che era il grado più alto per un soldato in carriera. Poiché il corpo degli ufficiali tedeschi era fortemente influenzato dalle differenze di classe, era molto improbabile che un sottufficiale diventasse ufficiale in tempo di pace.
L'Unteroffizierskorps (letteralmente il corpo dei sottufficiali) era composto da soldati professionisti che formavano la base degli eserciti tedeschi. Questa tradizione continua nella Bundeswehr dove tutti i gradi di sottufficiali e superiori sono occupati da soldati professionisti che hanno contratti di arruolamento che superano il periodo di leva.
Unteroffizier è una delle poche categorie di militari tedeschi i cui distintivi di grado non sono cambiati negli ultimi cento anni. Le controspalline sono relativamente simili a quelli usati durante le due guerre mondiali.
Nella Bundeswehr l'Unteroffizier normalmente comanda formazioni quali squadre o plotoni. Il grado di Stabsunteroffizier si colloca tra Unteroffizier e Feldwebel.

## Austria
Nelle forze armate austriache Unteroffiziere, inteso come Unteroffizierskorps (Corpo dei sottufficiali) è il termine usato per indicare collettivamente la categoria sottufficiali. Esistono due categorie di sottufficiali: Professionisti e coscritti.
Le regole di formazione degli Unteroffiziere sono state riformate nel 1995 e introdotte nel 2000. I candidati, dopo essere stati ammessi, seguono i corsi di formazione presso la Heeresunter- uffoffiersakademie (HUAk), l'Accademia sottufficiali dell'Esercito di Enns. Dopo aver completato la loro formazione, i sottufficiali vengono destinati ad incarichi di comando come capo squadra squadroni (da: Gruppenkommandant), o ad incarichi presso il quartier generale.

## Russia
nell'Impero russo Unterofficer (russo: унтер-офицер) era sia grado militare, sia un termine usato per indicare collettivamente la categoria sottufficiali. Unterofficer era un calco linguistico dal tedesco Unteroffizier. 
Nella fanteria dell'Esercito Imperiale e della Guardia Imperiale. Il grado era articolato su due livelli; dal 1826 al 1884 l'articolazione era la seguente:
- Unter-officer (cirillico: унтер-офицер)
- Otdael'nyj unter-officer (cirillico: Отдельный унтер-офицер; letteralmente sottufficiale individuale)

Dal 1884 al 1917 l'articolazione era la seguente:
- Mladšij unter-officer (cirillico: младший унтер-офицер; letteralmente sottufficiale di 2ª classe)
- Starši unter-officer (cirillico: старший унтер-офицер; letteralmente sottufficiale di 1ª classe)

Il grado immediatamente inferiore a Mladšij unter-officer e precedentemente a Unter-officer era efrejtor, mentre il grado immediatamente superiore a Starši-unteroffizer e precedentemente a  Otdael'nyj unter-officer era Fel'dfebel'. Nella cavalleria il grado superiore era Vachmistr (Вахмистр).
Nell'artiglieria i gradi omologhi erano rispettivamente mládšij fejerverker (младший фейерверкер) e stáršij fejerverker (старший фейерверкер); mládšij fejerverker era superiore a  Bombardir-navodčik (cirillico: Бомбардир-наводчик; letteralmente: Bombardiere-mitragliere)	mentre il grado superiore a stáršij fejerverker era Fel'dfebel'. 
Nelle truppe cosacche i gradi omologhi erano rispettivamente mládšij urjadnik (cirillico: младший урядник; letteralmente: agente di 2ª classe) e stáršij urjadnik (cirillico: старший урядник; letteralmente: agente di 1ª classe); mládšij urjadnik era superiore a Prikaznyj (Приказный), mentre il grado superiore a stáršij urjadnik era Vachmistr (Вахмистр). 
Nella Marina Imperiale nei fanti di marina e nei servizi i gradi corrispondenti erano rispettivamente Morskoj mládšij unter-oficer (Морской младший унтер-офицер) e Morskoj stáršij unter-oficer (Морской старший унтер-офицер) superiori a Morskoj efrejtor (Морской ефрейтор) e inferiori a Morskoj fel'dfebel' (Морской Фельдфебель), mentre a bordo per il personale di coperta i gradi corrispondenti erano rispettivamente Kvartirmejster (Квартирмейстер) e Bocmanmat (Боцманмат); il grado inferiore a Kvartirmejster era Matros pervoj stat'i (Матроc первой статьи; letteralmente: marinaio di 1ª classe), mentre il grado superiore a Bocmanmat era Bocman.